# Flandria (rederij)
Flandria is de Belgische rederij die de rondvaarten in en rond Antwerpen verzorgt: in de dokken vanaf de Londenbrug. De rederij is sinds 1 januari 2016 een onderneming van Philip de Prest.

## Geschiedenis

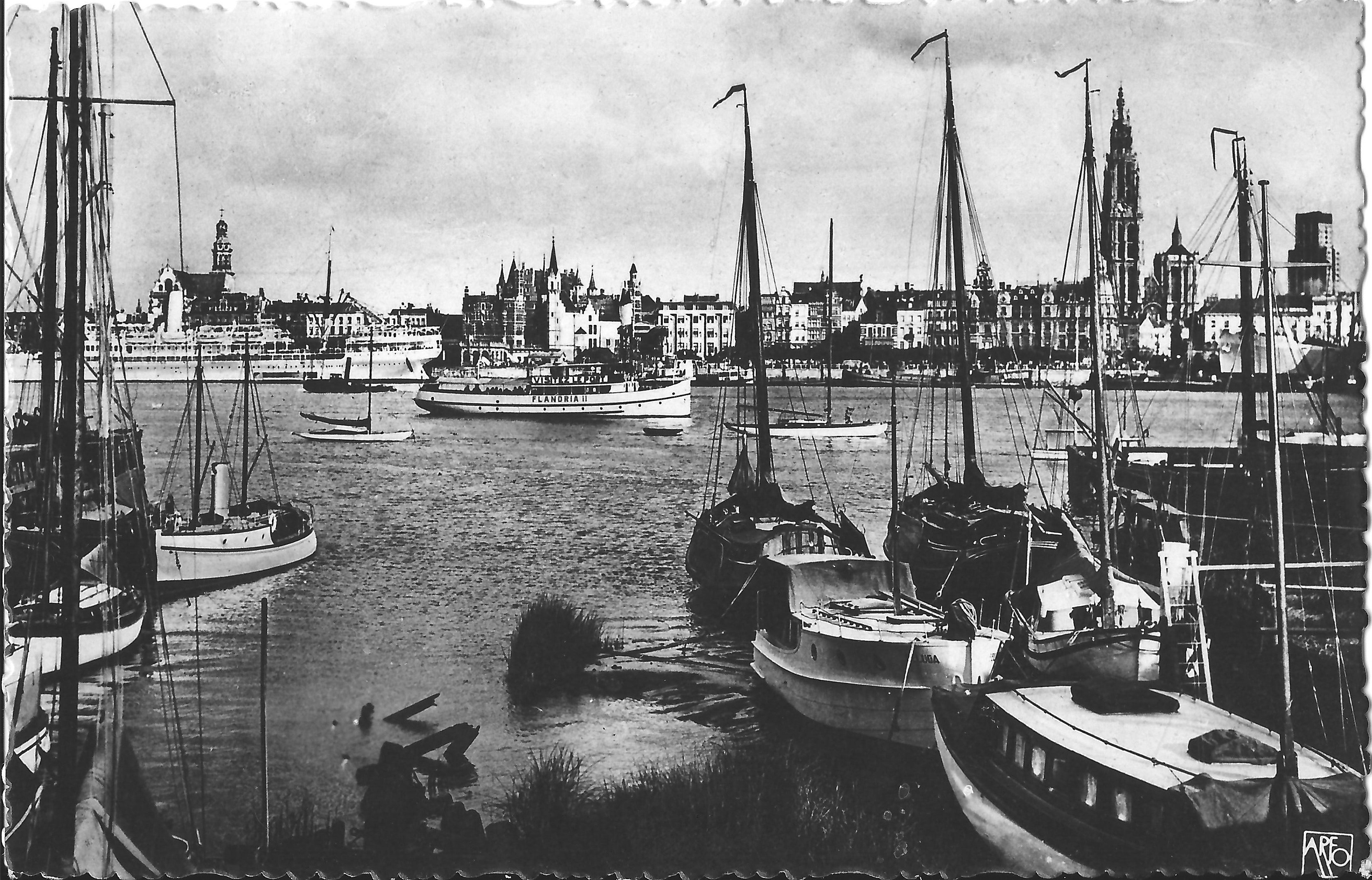
Antwerpen haven met een Flandria boot in de 1930's

Het eerste schip werd in 1907 gebouwd en voer, vóór het in dienst van Flandria kwam, als vrachtschip met graan en melk tussen Antwerpen en Doel. De rederij werd in 1922 door Eugène van Marcke opgericht onder de naam Antwerpse Interprovinciale Stoombootmaatschappij “Flandria”. Het eerste schip van de rederij heette eveneens Flandria, een traditie die tot nu toe voortgezet wordt (om verwarring te voorkomen krijgen de schepen volgnummers). De wereldtentoonstelling van Antwerpen in 1930 betekende een grote vraag naar havenrondvaarten. In de Tweede Wereldoorlog raakten alle 13 schepen zwaar beschadigd of zonken ze. In 1947 waren er 12 nieuwe schepen. In de loop der tijden heeft de rederij naast de toeristische rondvaarten ook de drinkwaterbedeling voor de binnenvaart verzorgd in de haven van Antwerpen en meerdere veerverbindingen over de Schelde in het Antwerpse, o.a. in Hemiksem (Flandria XIV) en Hoboken (Flandria 19). Het varend restaurant La Pérouse (Flandria 16) kreeg in de jaren 70 twee Michelinsterren.

## Bron
- André ver Elst. De Belgische scheepvaart in Beeld. Europese Bibliotheek - Zaltbommel/Nederland MCMLXXVII ISBN 90 288 0041 7